# 중부주 (오만)

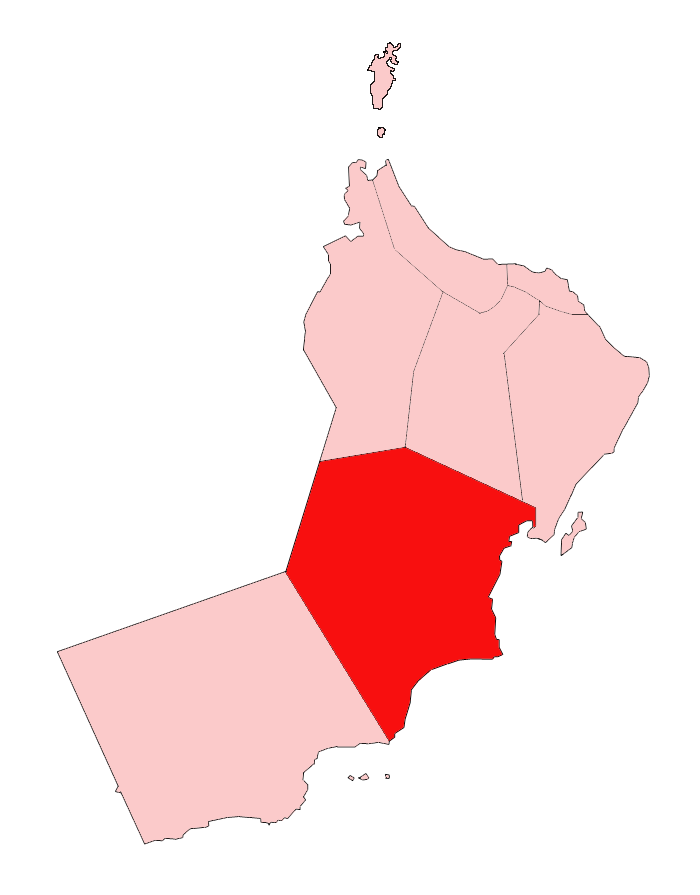
중부 주의 위치

중부주(아랍어: المنطقة الوسطى)는 오만 중부에 위치한 주로 주도는 하이마이며 인구는 22,983명(2003년 기준), 면적은 79,700km2이다. 사막 지대에 위치한다.
이전까지는 우스타 지방(중부 지방)이었지만 2011년 10월 28일에 실시된 행정 구역 개편에 따라 주로 승격되었다. 북서쪽으로는 다히라주, 북쪽으로는 다킬리야주, 북동쪽으로는 북동부주와 남동부주, 동쪽으로는 아라비아해, 남서쪽으로는 도파르주와 접하며 서쪽으로는 사우디아라비아와 국경을 접한다. 4개 구를 관할한다.